# شهرستان پنگان
شهرستان پنگان (به لاتین: Peng'an County) یک منطقهٔ مسکونی در چین است که در نانچونگ واقع شده‌است. شهرستان پنگان ۱٬۳۳۴ کیلومتر مربع مساحت و ۷۲۰٬۰۰۰ نفر جمعیت دارد.